# 魔界転生 (1981年の映画)
『魔界転生』（まかいてんしょう）は1981年の日本のアクション時代劇映画。監督は深作欣二、主演は千葉真一と沢田研二。山田風太郎の同名小説を原作とし、隻眼の剣客・柳生十兵衛が幕府への復讐のため悪魔の力で蘇った天草四郎と戦う。

## ストーリー
寛永15年（1638年）、松平伊豆守を総大将とする幕府軍は島原の乱を鎮圧し、大将・天草四郎時貞以下、2万人近い信者たちを惨殺する。当夜、雷鳴が轟くとその死体の山から悪魔の力を借りて四郎が蘇る。彼は無念の死を遂げた者たちを同様に蘇らせ、幕府への復讐を画策する。まず四郎は、愛していた夫の細川忠興から火の海に取り残される仕打ちを受けた細川ガラシャ夫人、女性への煩悩を断ち切れぬ己を恥じ自害した宝蔵院胤舜を魔界衆として転生させ、配下に加える。
将軍家剣法指南役・柳生家の嫡男で、武者修行として諸国を回っている隻眼の剣客・柳生十兵衛は旧友の伊賀忍者・霧丸に会おうと伊賀衆の隠れ里に向かっていた。しかし、入れ違いで伊賀の里は甲賀衆の襲撃を受けて壊滅していた。その際、瀕死の霧丸は四郎に助けられ、転生してその配下に加わっていた。次に十兵衛は宮本武蔵に教えを請うため肥後に向かうが、こちらも入れ違いで会うことは叶わなかった。既に武蔵は転生を受け入れ、魔界衆となっていた。その帰路、十兵衛は魔界衆の襲撃を受け、死んだはずの四郎、胤舜、霧丸、武蔵がこの世に蘇ったことを知る。四郎はこのまま江戸に向かうことを予告し、去る。十兵衛は急ぎ江戸にいる父・柳生但馬守に警告の書状を送る。
4代将軍家綱は日光東照宮参拝の折、巫女に化けてお玉と名乗るガラシャに籠絡され、彼女を大奥に迎え入れる。伊豆守は彼女を怪しむが、四郎と霧丸の襲撃を受けて殺される。伊豆守が惨殺され、家綱は政務に無気力になっており、老中たちが危機感を募らせる中、但馬守は息子からの手紙もあり、お玉を怪しいと睨む。刀匠・村正に「魔物を斬るための刀」を打ってもらい準備を進めるも、自身は不治の病に冒されており、次男・柳生左門に事後を託し、江戸城へ向かう。入れ違いで柳生家に武蔵が現れ、但馬守か十兵衛との決闘を望む。代わりに出た左門はまったく歯が立たず撲殺される。登城した但馬守は胤舜の襲撃を受けるもこれを返り討ちにする。病魔で吐血する中、四郎が現れ、転生を唆す。間もなく実家に帰ってきた十兵衛は左門が殺されたことを知る。父に事情を聞こうとするが、その異様な様子を怪しみ、彼が魔界衆に成り果てたことを悟る。十兵衛は次弟・宗冬に柳生の庄へ向かうよう指示し、屋敷から脱出する。
十兵衛もまた父と同様に村正に魔物を斬るための作刀を依頼するが、その但馬守の依頼で今は精根尽き果てているとして断られる。そこに武蔵が十兵衛を倒しに現れるが、村正の養女おつうの笛の音を聞いて戦意を失い退散する。おつうは武蔵の恋人だったお通の姪で、笛は叔母の形見だった。実物を目の当たりにした村正は命を賭して刀を打つことを決心し、できた刀を十兵衛に託して大往生する。
その頃、四郎は社会混乱を招こうとし、農村を呪って凶作にし、またお玉に籠絡された家綱は従来通りに年貢を取り立てさせる。さらに家綱はお玉に命じられるままに、直訴に訪れた農民を鹿として射殺していく。農民たちは四郎に煽動されて一揆を起こし、近隣の村々の者たちも合流して大人数となり、それらは江戸城へと向かう。この出来事の中で霧丸は農民の少女・お光と心を通わせ、魔界に染まり切れず苦悩する。不意に十兵衛と再会するも、人の心がまだ残っていると見抜かれ、見逃される。霧丸はお光と逃亡を図るが四郎に見つかり、そのまま彼女の目の前で粛清される。
十兵衛は再び武蔵の挑戦を受け、舟島で戦うことになる。今度はおつうの笛も効かず、武蔵は完全に人から魔の者に変貌していた。激しい立会いの末に、十兵衛は村正で武蔵を叩き斬る。そして、なおも二刀流で応戦しようとする武蔵に止めを刺す。
江戸城では変わらず家綱がお玉の元に入り浸っていた。しかし、彼女が寝言で忠興の名を出したため、嫉妬した家綱と諍いが起こり、その際に行燈が倒れて城は火事になる。そのまま火は広がり、明暦の大火となる。ガラシャとしての正体を現した彼女は家綱を人質に薙刀を振り回し、城中をさらに混乱させる。老中らは家綱を取り戻そうとするが、そこに四郎と但馬守が現れて旗本たちを切り捨てていく。江戸城が燃える中、ガラシャはそのまま家綱と心中し、四郎は狂喜して姿を消す。
江戸城に到着した十兵衛は待ち構えていた父・但馬守との決闘に望む。十兵衛は魔除けの梵字を身体に書いており、その上で親子で戦う必要はないと説得を試みる。しかし、但馬守はもともと剣客として戦いたかったと答え、十兵衛は戦いは不可避と覚悟する。2人は燃え盛る城内で激しく斬り合い、その末に十兵衛の村正が折れ、但馬守が有利となる。しかし、十兵衛は真剣白刃取りで父の一撃を防ぐと九字を唱えて投げ飛ばし、奪った村正で頸動脈を切って父を倒す。
父に涙していた十兵衛の元に四郎が現れ、永遠の命を与えると魔界に誘う。しかし、十兵衛はこれを拒絶し、両者は戦うことになる。死者から切り取った多数の髪を鞭のように扱う四郎に対し、十兵衛は父の村正でその鞭を斬り、そのまま四郎の首を斬り落とす。しかし、四郎は倒れず、その首を小脇に抱えると復活を予告し、哄笑と共に紅蓮の炎の中に飛んで消えていく。十兵衛はそれを見据えながら、一層燃え上がる焦熱地獄の中、ただ独り佇んでいた。

## 出演

### キャスト
※本作パンフレットに役名が掲載され、その表記順。
- 千葉真一 - 柳生十兵衛光厳[注釈 2]
- 沢田研二 - 天草四郎時貞
- 佳那晃子 - 細川ガラシャ夫人
- 緒形拳 - 宮本武蔵
- 室田日出男 - 宝蔵院胤舜
- 真田広之 - 伊賀の霧丸
- 松橋登 - 細川忠興、将軍家綱 二役
- 成田三樹夫 - 松平伊豆守
- 大場順 - 柳生左門友矩
- 島英津夫 - 柳生又十郎宗冬
- 久保菜穂子 - 矢島の局
- 成瀬正 - 甲賀玄十郎
- 角川春樹 - 板倉内膳正
- 神崎愛 - おつう
- 菊地優子 - お光
- 丹波哲郎 - 村正
- 若山富三郎 - 柳生但馬守宗矩

## 主要スタッフ
※本作パンフレットに掲載されている順。
- 製作 - 角川春樹
- 原作 - 山田風太郎
- 企画 - 角川春樹事務所
- プロデューサー - 佐藤雅夫・本田達男・稲葉清治
- 脚本 - 野上龍雄・石川孝人・深作欣二
- 監督 - 深作欣二

- 撮影 - 長谷川清
- 録音 - 中山茂二
- 照明 - 増田悦章
- 美術 - 井川徳道・佐野義和
- 編集 - 市田勇
- 助監督 - 土橋亨
- 進行主任 - 長岡功
- スチール - 遠藤功成
- 音楽 - 山本邦山・菅野光亮
- 衣裳アドバイス - 辻村ジュサブロー
- 協力 - 矢島特撮研究所、デン・フィルム・エフェクト
- 東映京都作品

## 製作

### 企画
東映京都撮影所（以下、京撮）は『柳生一族の陰謀』以降、「これ」という一本を作れずに喘いでいた。そんな折、角川春樹が大作映画の企画を東映に持ち込んでくる。『復活の日』を製作中から角川は、『忍法魔界転生』を映画化したいと構想していた。京撮のプロデューサーである翁長孝雄は「東映というのは、困ったときに救いの神が来るんですよ。あの時、角川さんが来てくれたのは大きかった」と証言している。角川は『人間の証明』を東映東京撮影所で作っていたものの、京撮では未だに製作していなかった。自社の角川書店で抱える山田風太郎の奇想天外な忍法小説を原作に、角川は「大掛かりな時代劇アクションを作ること」が狙いで、「国内で製作可能な撮影所は東映京都」と考えていた。
監督は当初、五社英雄で決まっていた。『闇の狩人』で五社は、エロティシズム・暴力・血しぶきを際立たせる演出をしており、角川はその手腕を評価し、本作に適役とオファーしたのだ。しかし準備を半年ほど進めていた矢先、五社が銃刀法違反で逮捕されてしまい、製作は一時頓挫することとなる。
五社に代わり、深作欣二を『復活の日』に続いて起用した角川は、山田の『柳生忍法帖』と『おぼろ忍法帖』を深作に用意した。このときのやりとりを角川は、「『おぼろ忍法帖』を映画化したいと深作さんから申し出があり、ぼくは『忍法魔界転生』と主張し、互いに作品の面白さを伝えあっていた。内容は同じなのにタイトルが…」と訝しがり、ほどなく「同じ作品であることがわかり大笑いして、すぐ映画にしようと一致した」と語っている。本作公開時に『魔界転生』と再改題された。

### キャスティング
千葉真一の柳生十兵衛光厳は、原作の柳生衆と魔界衆の集団戦ではなく、十兵衛が独りで魔界衆を倒していくというアイデアを深作欣二が最初に示したことで早々に決定。映画『柳生一族の陰謀』、テレビ時代劇『柳生一族の陰謀』・『柳生あばれ旅』に続き、千葉が十兵衛に扮する4度目の作品となった。既に十八番と認知されていた十兵衛を千葉は、本作で決定版とすべく役作りを重ねていく。
プロデューサーはしっかりした人がほしいということで佐藤雅夫が担う。佐藤は角川春樹から「キャストはできるだけ派手に」と注文をされていたので、十兵衛に千葉真一、その父・柳生但馬守宗矩に若山富三郎、宮本武蔵に緒形拳、天草四郎時貞に沢田研二と、多彩な豪華メンバーを集めた。森宗意軒と四郎をまとめ、首領を一人にするという脚色を山田風太郎は感心しており、魔界衆の首領を沢田に配役することが決まった。深作欣二は千葉十兵衛と沢田四郎を「我ながらいいキャスティング（笑）。そのためにも脚本の直しが大きな柱だった」と述べている。魔人も計6人に抑え、ストーリーの展開が散漫にならぬようした。男性のみの魔界衆ではインパクトに欠けるので、深作は原作に無い細川ガラシャ夫人を魔界衆へ加えた。山田は「ガラシャは思いつかなかった」と脱帽している。ガラシャは当初、松坂慶子を配役しようとしたが、松竹に拒まれたと深作は述べている。

### 脚本
原作を全て映画化すると2時間15分では収まらないので、荒木又右衛門や田宮坊太郎など数々の登場人物を敢えて外しており、山田風太郎も「僕の小説だったら、魔界衆の編成を終えるまでで、映画が終わってしまう（笑）」と翻案に理解を示している。深作欣二が時代劇を演出するのは『赤穂城断絶』以来で、萬屋錦之介の要望を受け入れた同作は従来通りの忠臣蔵となり、『柳生一族の陰謀』で新たな時代劇を創造した深作には忸怩たる思いが残っていた。その無念を千葉真一の柳生十兵衛と山田の壮大な伝奇ロマンで、深作はリベンジしようと意気込んでいた。
半年を費やして完成した脚本は、原作で詳細に描かれている魔界側のドラマを徹底して削り、柳生十兵衛と剣豪たちの決闘の連続を映画の見せ場に据えていた。それぞれの殺陣は、深作欣二と殺陣師の菅原俊夫が話し合いを繰り返し、練っていく。宮本武蔵を二刀流ではなく、巌流島で佐々木小次郎を打ち負かした櫂を使って戦わせるというアイデアを、菅原が進言する。このような物語が大好きな深作は、「フィクションをどうリアルに描いていくか」と、楽しそうに本作を仕上げていった。

### 撮影
約1年間の準備を経て、京撮の一角にある稲荷神社で無事完成を祈った後にクランクインした。しかし菅原俊夫と共に宝蔵院流槍術の道場に通い、槍の稽古をしていた宝蔵院胤舜の室田日出男が右足首を捻挫してしまう。伊賀の霧丸に配役された真田広之は食あたりで入院し、細川ガラシャ夫人に抜擢された高瀬春奈がクランクイン直前に病気降板となった。加えて複数の映画スタッフが事故・怪我を負うなど、予想外の出来事が次々勃発したため、角川春樹自ら神官となり、千葉真一・沢田研二以下の主要キャストと深作欣二以下スタッフが参列し、再び御祓いと御祭事が行われた。
柳生十兵衛と宮本武蔵の決闘は、千葉県いすみ市の釣師海岸を舟島に見立て、ロケーション撮影がされている。同所は千葉真一主演作『風来坊探偵 岬を渡る黒い風』や『軍旗はためく下に』と『復活の日』で、深作欣二が幾度となく物語の舞台として活用してきた海岸である。
江戸城が紅蓮の炎に包まれるクライマックスは特撮による合成ではなく、京撮のスタジオ内に建てられたセットを、実際に燃やして撮影された時代劇屈指の名シーンである。通常の映画撮影では安全面を考慮し、火事のシーンで実際にセットを燃やさず、撮影用のバーナーとカメラアングルにより、全てが燃えているように見せる。深作欣二はバーナーで物足りないと考え、このシーンを最高の迫力で撮るために、セットそのものを丸々燃やすと決意。京撮の一番大きいNo.11セットに建てた天守のあらゆる部分に耐火塗料が塗りつめられ、液化石油ガス・灯油・ガソリンで着火した。高岩淡を含めた撮影所員が総出で消火器を構え、消防車にも待機してもらっている。しかもカメラはフィックスでなく、セットの中にレールを敷き、移動撮影にした。固定して望遠レンズで写すよりも、撮影班も炎の中に入ることにより、迫力のある映像を残している。
俳優・スタッフ共に命がけで臨んだ三日三晩の撮影が敢行され、ワンカット4時間位が頻繁にあった。撮り直しをしないのが原則だったものの、千葉十兵衛の登場シーンでは、みるみるうちに鬘に塗りこんでいる鬢付油から煙が立ち上り、刀の鞘は燃え出し、すぐに中止。高岩淡ら消防班はできるだけ早く消したいと身構えていたが、深作欣二がなかなかOKを出さず、セットの足場は燃え、炎はスタジオ棟の3階にまで達しようとしていた。豪火の中で行われる十兵衛と宗矩の決闘は、華麗で凄みのある戦いとして劇中最大の山場・名勝負となっている。千葉真一や若山富三郎は扮装のまま水をかぶり、重くなった衣装を身に纏いながら戦いを演じたほか、気の遠くなるような長時間を千葉は紅蓮の炎の中に立ちつくし、沢田研二も手の甲を火傷するケガを負っていた。休みなくレンズを覗き続けた長谷川清は炎で目がやられてしまい、シーン終盤には見ることができなくなっていた。プロデューサーの佐藤雅夫は「もはや撮影というより、戦場のような感覚だった」と振り返っている。
千葉真一は柳生十兵衛の扮装を今までより野性味のあふれるものへと強調し、皮をあしらった衣裳も一際その荒さを目立たせるようにしている。それに対して天草四郎の扮装は南蛮風の異様で生々しい華美を備えたものとし、十兵衛と四郎のコントラストに仕上げられている。四郎の扮装をデザインした辻村ジュサブローは本作で初めて衣裳デザインを手掛け、これは後のリメイクにも踏襲された。沢田研二は撮影以外のスケジュールを全てキャンセルし、この作品に専念。魔界衆は全員、目に金色のコンタクトレンズを着けることで化け物らしさを表現し、若山富三郎は魔界衆で生き返った以降の宗矩の不気味さを、一切まばたきをしないという演技で表現した。
原作に漂うエロティシズム・エゴイズム・バイオレンスを、深作欣二のダイナミックでスピーディーな演出で、映画として新たな作品に変身した。原作の「女性の腹を割って出てくる」という“魔界転生”を特撮で描けないことはなかったが、「きれいな絵を作りたい」という深作の意向により、本作では意識的に取り入れていない。島原の乱で落城し、生首が並ぶシーンのほとんどが本物の人間を埋めており、背景を西方浄土の幻想的な茜色にし、死者がなぜ蘇るのか、蘇りたいのかを表現している。四郎と伊賀の霧丸の接吻は脚本になく、深作が現場で突然言い出した演出である。

## 公開
日本国内の封切り公開は6月13日を初日と予定していたが、過去の作品がヒットしていないため、1週間早めて6日の6時から6週間、「666のオーメン」と称してロードショーされた。1981年までの角川映画は配給収入が右肩下がりで前年の『復活の日』では7億円の赤字を計上していたが、本作では公開するやいなや、東京都の東映直営映画館3館の前に朝早くから長蛇の列ができ、初日と2日目で2万5000人を動員。観客層は6対4で女性のほうが多く、従来の男性客が多くを占める東映とは異なる動員をした。初週の興行を「『魔界転生』に女性客殺到」という見出しで週刊誌は報道し、女性客を集めた同年2月に日本公開されていた『青春グラフィティ スニーカーぶる〜す』を挙げ、本作と並べて配給収入を予想している。
海外では『Samurai Reincarnation』のタイトルで公開された。4年後の1985年には日本映画製作者連盟が台湾へ日本映画輸出を再開したときに、『砂の器』『サンダカン八番娼館 望郷』 『先生のつうしんぼ』、そして本作の4本が大ヒットした。中でも本作は1985年10月に一般公開されると、それまでの台湾映画興行で同国記録を更新する歴代最大のヒットを記録した。
1983年4月1日時代劇スペシャル (フジテレビ) で、オリジナル解説VTR付きでTV初放送された。

## 後世への影響
クエンティン・タランティーノの作品や、『アベンジャーズ (2012年の映画) 』でサミュエル・L・ジャクソンは自身が演じたキャラクターに千葉真一の柳生十兵衛を取り入れるなど後世の作品にも影響を及ぼし、秋山幸二は「あなたにとってサムライとは？」という問いに「千葉真一の柳生十兵衛は、生きるか死ぬか究極の真剣勝負というイメージがいい」と評するなど、千葉十兵衛は根強い人気がある。眞栄田郷敦は「子どものころ、唯一父（千葉真一）と一緒に観た映画です。ぶっ飛んだ演出なのに緊張感がすごい。大人になってからあらためて観ても、すごい映画だと思いました」と語っている。
時代劇専門チャンネルは本作を「千葉真一の殺陣の凄みを最も堪能でき、千葉の殺陣の引き出しの多さに驚かされる。若山富三郎との一騎打ちは、お互いの身体能力をぶつけ合った時代劇史に残る死闘となっている」と評している。春日太一は「本来なら、対戦があり得ないはずの剣豪同士の対決が、実現している。全て好カードだが、中でも柳生親子の決闘は、千葉真一が若山富三郎から殺陣を教わっていたので、役者としても師弟対決であり、新旧アクションの名手対決であり、ワクワク要素満載の最高の対戦カードとなっている。決闘の前にお互い必殺技を身につけ、両雄は対峙する。同じ流派なので、刀の構えからタイミングまで、全てが同じ。双方の互角感が映像から伝わってきて、ド迫力の決闘になっている」と、チャンバラの魅力を存分に堪能できる作品と述べている。
山田風太郎全作品を網羅したデータブックで夏葉薫は「深作欣二の代表作のひとつ。主演は柳生十兵衛役の千葉真一だが、ファンは皆この作品を『ジュリーの魔界転生』と呼ぶ。それほど天草四郎役の沢田研二は光っていた」と紹介している。テレビCMでは四郎が唱える「エロイム・エッサイム」が流され、子供達の間でも流行り言葉になったという。三谷幸喜は『真田丸 (NHK大河ドラマ)』で大坂の陣に参戦したキリシタン武将明石全登を演じる小林顕作に「映画『魔界転生』のジュリー（沢田研二）のように」と演技指示を出し、中田譲治は『超獣戦隊ライブマン』の敵幹部、大教授ビアスに扮した際の演技イメージ作りに『ラビリンス/魔王の迷宮』でのデビッド・ボウイと並べて「魔界転生の沢田研二」を取り入れたと語っている。
『ドリフターズ (漫画)』第3巻のカバー裏オマケで平野耕太は天草四郎をキャラクター化し、本作のラストシーン同様、自分の生首を脇に抱え哄笑する首無し武者のデザインで描いているが、脇に添えられたキャラ解説は「ジュリー版とクボヅカ版で強さが100倍違う」「真田広之逃げて、超逃げて」「サニー千葉 with ムラマサで、やっとどうにかなるレベル」と、平野が何の補足説明もなく1981年・2003年の映画の感想を綴る内容になっていた。青山剛昌は少年剣士・鉄刃が妖怪じみた老翁・剣聖宮本武蔵に弟子入りし、悪鬼に呑まれたライバル剣士や現代に蘇った佐々木小次郎、柳生十兵衛、天草四郎や風魔小太郎に松尾芭蕉、沖田総司の6代目子孫、果ては地底人や宇宙人など古今東西の強敵と戦う『YAIBA』のインスピレーション元になった映画として本作を挙げている。
ゲームソフトでは青山剛昌がキャラクターデザインも行い、本作フォロワー描写を登場させた『ライブ・ア・ライブ』幕末編、『装甲悪鬼村正・魔界編』、天草四郎時貞 (サムライスピリッツ)、などサブカルチャー分野でもフォロワーを生んでいる。2013年の『真・女神転生IV』に登場する天草四郎時貞モデルのキャラクター「英傑トキサダ」の自分の生首を脇に抱えたデザインなど、映画のラストシーンで妖刀村正を携えた柳生十兵衛との決闘で刎ねられた自分の頭部を脇に抱え哄笑する天草四郎のヴィジュアルをパロディしたフォロワー作品もある。『るろうに剣心 -明治剣客浪漫譚- (アニメ)』島原編の天草翔伍のデザインは、和月伸宏が本作のファンという事もあり、『サムライスピリッツ』版の天草四郎の流れを受けたデザインになっている。

## サウンドトラック
- 魔界転生 オリジナル・サウンドトラック（2020年12月30日/CINEMA-KAN/規格番号CINK-113）- 映画本編では未使用のイメージ曲も収録されている。

## 翻案作品
本作からさらに翻案作品やリメイク作品が制作された。

### 1981年の演劇
『柳生十兵衛 魔界転生』（やぎゅうじゅうべえ まかいてんしょう）の題で、新宿コマ劇場で1981年7月3日から7月28日まで上演された。企画:角川春樹、脚本：土橋成男、演出：深作欣二。「天草四郎は女であった」と新たな設定が加わり、志穂美悦子が演じている。同時上演は『スタントマン物語』（演出：千葉真一、企画監修：深作欣二、脚本：青井陽治、出演：真田広之・志穂美悦子）。千葉・志穂美・真田はこれが本格的な演劇出演であり、公演も第1回JACミュージカルと銘打たれていた。千葉はこれ以降ミュージカルを毎年企画・演出・主演し、1982年・1983年・1984年に『ゆかいな海賊大冒険』、1985年に『酔いどれ公爵』を上演していく。
- キャスト
  - 千葉真一 - 柳生十兵衛光厳[注釈 2]
  - 志穂美悦子 - 天草四郎時貞
  - 辰巳柳太郎 - 村正
  - 内田良平 - 柳生但馬守宗矩
  - 萩尾みどり - おつう
  - 真田広之 - 伊賀の霧丸
  - 矢吹二朗 - 柳生左門友矩 / 松平伊豆守
  - 田中浩 - 宮本武蔵
  - 西田良 - 宝蔵院胤舜
  - 伊庭剛 - 柳生又十郎宗冬

### 2003年の映画
2003年にリメイク作品として、平山秀幸監督、窪塚洋介と佐藤浩市主演で再映画化された。